# Jules Demaré
Jules Paul Demaré (* 12. Juli 1871 in Tourcoing; † unbekannt) war ein französischer Ruderer.

## Werdegang
Jules Demaré wurde 1894 Europameister im Vierer mit Steuermann und im Achter. Im Folgejahr verteidigte er diese Titel und gewann zudem den Europameistertitel im Zweier mit Steuermann. Darüber hinaus folgte 1896 EM-Silber. Bei den Olympischen Sommerspielen 1900 in Paris startete er in den Disziplinen Vierer mit Steuermann und Achter. Beide Male schied er mit seinem Boot vom Société Nautique de la Marne im Vorlauf aus.